# نورث کینگزویل (اوهایو)
نورث کینگزویل (به انگلیسی: North Kingsville) یک روستا در ایالات متحده آمریکا است که در شهرستان آشتابولا، اوهایو واقع شده‌است. نورث کینگزویل ۲۳٫۰۸ کیلومتر مربع مساحت و ۲٬۹۲۳ نفر جمعیت دارد و ۲۱۷ متر بالاتر از سطح دریا قرار دارد.